# Fissidens ampliretis
Fissidens ampliretis är en bladmossart som beskrevs av Brotherus 1901. Fissidens ampliretis ingår i släktet fickmossor, och familjen Fissidentaceae. Inga underarter finns listade i Catalogue of Life.